# Dimítrios Válvis
Pour les articles homonymes, voir Valvis.
Dimítrios Válvis (en grec moderne : Δημήτριος Βάλβης) est un homme politique grec, né le 8 mai 1808 à Missolonghi et mort le 30 novembre 1886. Il est nommé président de la Cour de Cassation (Áreios Págos) de 1872 à 1885. Il est ensuite nommé premier ministre par intérim en mai 1886. Il est le frère de Zinóvios Válvis, lui-même premier ministre de Grèce. 